# Flavio Medina
Flavio Medina (n. Ciudad de México; 19 de abril de 1978) es un actor mexicano.

## Actividad profesional
En teatro ha participado en puestas en escena como La Madriguera, de David Lindsay Abaire con dirección de Iona de Weissberg; Un dios salvaje de Yasmina Reza con dirección de Javier Daulte; Agosto Condado de Osage de Tracy Letts con dirección de Jaime Matarredona; El método Grönholm, de Jordi Galcerán, con dirección de Antonio Castro; y Autorretrato en Sepia de LEGOM con dirección de Martín Acosta, entre otras. Ha participado en musicales como Victor Victoria bajo la dirección de Mónica Miguel; Cabaret y Avenida Q, dirigidos por Felipe Fernández del Paso; Fama, dirigido por Jaime Azpilicueta; Pegados con dirección de Ricardo Díaz; y El Rey León Mexico de Julie Taymor, entre otros. 
En 2008 buta en la pantalla chica en la telenovela Alma de hierro interpretando a uno de los protagonistas juveniles al lado de Alejandro Camacho, Blanca Guerra, Angelique Boyer, Jorge Poza y Zuria Vega.
En 2010 participa en el capítulo "Irma, la de los peces" de la serie Mujeres asesinas 3 junto a Jacqueline Bracamontes y el primer actor Alejandro Tommasi.
Ese mismo año los productores Roberto Gómez Fernández y Giselle González le ofrecieron uno de los papeles estelares en la telenovela Para volver a amar donde trabajó al lado de Alejandro Camacho, Rebecca Jones, René Strickler, Mark Tacher, Sophie Alexander, Nailea Norvind, entre otros.
En 2011 participa en la serie El equipo.
En 2012 el productor Carlos Moreno Laguillo lo invita a antagonizar la telenovela Amor bravío junto a Leticia Calderón, Silvia Navarro, Cristián de la Fuente, César Évora y Laura Carmine.
Un año más tarde, el mismo productor le ofrece el papel del villano principal en el melodrama Quiero amarte donde el actor comparte créditos al lado de Karyme Lozano, Cristián de la Fuente, Diana Bracho, Salvador Zerboni, Adriana Louvier y José Elías Moreno.
En 2014 la productora Giselle González le ofrece el papel antagónico en la telenovela Yo no creo en los hombres. Esta vez el actor trabaja junto a Adriana Louvier, Gabriel Soto, Alejandro Camacho, Sophie Alexander y Rosa María Bianchi. En cine ha aparecido en películas como Hidalgo, la historia jamás contada de Antonio Serrano; Fachon Models de Rafael Montero; Inercia de Isabel Muñoz Cota Callejas; Las oscuras primaveras dirigida por Ernesto Contreras; La dictadura perfecta de Luis Estrada; y Estar o no estar de Marcelo González.

## Trayectoria

### Televisión
- Pacto de sangre (2023) - Rubén[1]
- Isla brava (2023-2025) - Alfredo Suárez[2] [3]
- Tríada (2023) - Eugenio Sáenz[4]
- El colapso (2023) - Noé[5]
- Rebelde (2022) - Gus Bauman[6]
- Todo va a estar bien (2021) - Ruy[7]
- Narcos: México (2020) - Juan García Ábrego
- Cuna de lobos (2019) - Francisco Larios
- La casa de las flores (2019) - Simón
- La Reina del Sur (2019) - Zurdo Villa
- El recluso (2018) - Peniche Gómez
- Yago (2016) - Lúcio Sarquis
- Yo no creo en los hombres (2014-2015) - Daniel Santibáñez
- Quiero amarte (2013-2014) - César Montesinos Ugarte
- Amor bravío (2012) - Alonso Lazcano González
- El equipo (2011) - Eliseo Raya
- Para volver a amar (2010-2011) - David Magaña
- Mujeres asesinas (2010) - Raúl
- Alma de hierro (2008-2009) - Amadeo López Velasco
- Mujer, casos de la vida real (2006)

### Cine
- Donde los pájaros tienen que morir  (2023) - Miguel
- Ojos que no ven - (2022)
- Sonora (2019) - Aarón
- El Habitante (2018) - José
- Las Niñas Bien (2018) - Fernando
- Estar o no estar (2015) - Augusto
- Las oscuras primaveras (2014) - Sandro
- La dictadura perfecta (2014) - Salvador Garza
- Fachon Models (2014) - Jonas
- Cigarros (2013) - Sergio
- Inercia (2013) - Felipe
- Hidalgo, la historia jamas contada (2010) - Mariano
- Háblame (2010)
- Una mujer sin filtro  (2018)- Gabriel de Ortega

### Teatro
- El rey león (2015) - Scar
- La Madriguera (2012)[8]
- Un rufián en la escalera
- El método Grönholm
- Por amarte tanto
- La casa de Bernarda Alba
- Fama
- Cabaret (2024) - Emcee
- Victor Victoria
- Avenida Q
- Pegados[9]

## Premios y nominaciones
Premios TVyNovelas
| Año  | Categoría              | Telenovela                | Resultado |
| ---- | ---------------------- | ------------------------- | --------- |
| 2020 | Mejor actor            | Cuna de lobos             | Nominado  |
| 2015 | Mejor actor antagónico | Yo no creo en los hombres | Ganador   |
| 2013 | Mejor actor de reparto | Amor bravío               | Ganador   |

### Premios ACE
| Año  | Categoría              | Telenovela     | Resultado |
| ---- | ---------------------- | -------------- | --------- |
| 2009 | Mejor actor revelación | Alma de hierro | Nominado  |